# Puchar Azji w Piłce Nożnej 2027 (eliminacje)/Grupa D
W Grupie D trzeciej rundy eliminacji do Pucharu Azji 2027 biorą udział następujące zespoły:
- Tajlandia
- Turkmenistan
- Chińskie Tajpej
- Sri Lanka (zwycięzca dwumeczu z  Kambodżą w rundzie play-off)

## Tabela
| Lp. | Drużyna         | M | Z | R | P | B+ | B– | +/– | Pkt | Kwalifikacja          |       | Turkmenistan | Tajlandia | Sri Lanka |        |
| --- | --------------- | - | - | - | - | -- | -- | --- | --- | --------------------- | ----- | ------------ | --------- | --------- | ------ |
| 1   | Turkmenistan    | 2 | 2 | 0 | 0 | 5  | 2  | +3  | 6   | Awans do Pucharu Azji |       |              | 3–1       | 14 paź    | 18 lis |
| 2   | Tajlandia       | 2 | 1 | 0 | 1 | 2  | 3  | −1  | 3   |                       |       | 31 mar       |           | 1–0       | 9 paź  |
| 3   | Sri Lanka       | 2 | 1 | 0 | 1 | 3  | 2  | +1  | 3   |                       | 9 paź | 18 lis       |           | 3–1       |        |
| 4   | Chińskie Tajpej | 2 | 0 | 0 | 2 | 2  | 5  | −3  | 0   |                       | 1–2   | 14 paź       | 31 mar    |           |        |

## Mecze
| 25 marca 202511:30 CET | Chińskie Tajpej | 1:2(0:0) | Turkmenistan               | Stadion Narodowy, Kaohsiung Sędzia: Abdulhadi Al-Ruaile |
| 25 marca 202511:30 CET | Kouamé 63'      | 1:2(0:0) | 48' Tagaýew · 83' Gurbanow | Stadion Narodowy, Kaohsiung Sędzia: Abdulhadi Al-Ruaile |

| 25 marca 202513:30 CET | Tajlandia      | 1:0(0:0) | Sri Lanka | Stadion Narodowy Rajamangala, Bangkok Sędzia: Zhang Lei |
| 25 marca 202513:30 CET | Gustavsson 43' | 1:0(0:0) |           | Stadion Narodowy Rajamangala, Bangkok Sędzia: Zhang Lei |

| 10 czerwca 202512:15 CEST | Sri Lanka                                 | 3:1(0:0) | Chińskie Tajpej     | Colombo Racecourse, Kolombo Sędzia: Daniel Elder |
| 10 czerwca 202512:15 CEST | Rajamonah 49' · De Silva 53' · Razeek 58' | 3:1(0:0) | 70' Huang Wei-Chieh | Colombo Racecourse, Kolombo Sędzia: Daniel Elder |

| 10 czerwca 202517:00 CEST | Turkmenistan                               | 3:1(2:1) | Tajlandia  | Stadion Aşgabat, Aszchabad Sędzia: Ismaeel Habib Ali |
| 10 czerwca 202517:00 CEST | Titow 1' · Saparmämmedow 37' · Saparow 66' | 3:1(2:1) | 35' Jaided | Stadion Aşgabat, Aszchabad Sędzia: Ismaeel Habib Ali |

| 2025-10-dataCEST | Sri Lanka |  | Turkmenistan |  |
| 2025-10-dataCEST |           |  |              |  |

| 2025-10-dataCEST | Tajlandia |  | Chińskie Tajpej |  |
| 2025-10-dataCEST |           |  |                 |  |

| 2025-10-dataCEST | Turkmenistan |  | Sri Lanka |  |
| 2025-10-dataCEST |              |  |           |  |

| 2025-10-dataCEST | Chińskie Tajpej |  | Tajlandia |  |
| 2025-10-dataCEST |                 |  |           |  |

| 2025-11-dataCET | Sri Lanka |  | Tajlandia |  |
| 2025-11-dataCET |           |  |           |  |

| 2025-11-dataCET | Turkmenistan |  | Chińskie Tajpej |  |
| 2025-11-dataCET |              |  |                 |  |

| 2026-03-dataCET | Tajlandia |  | Turkmenistan |  |
| 2026-03-dataCET |           |  |              |  |

| 2026-03-dataCET | Chińskie Tajpej |  | Sri Lanka |  |
| 2026-03-dataCET |                 |  |           |  |

## Strzelcy
1 gol
- Huang Wei-Chieh
- Ange Kouamé
- Dillon De Silva
- Adhavan Rajamohan
- Ahmed Waseem Razeek
- Patrik Gustavsson
- Supachai Jaided
- Ýazgylyç Gurbanow
- Yhlas Saparmämmedow
- Mekan Saparow
- Elman Tagaýew
- Mihail Titow